# Crumbach (Lohfelden)
Crumbach ist ein Ortsteil der Gemeinde Lohfelden im nordhessischen Landkreis Kassel.

## Geographische Lage
Crumbach ist der südwestliche Ortsteil Lohfeldens. Durch Crumbach führen die Kreisstraßen 8, 10 und 11 sowie die Landesstraße 3203.
Westlich des Ortsteils treffen sich die Bundesautobahn 7 und die Bundesautobahn 49 am Autobahnkreuz Kassel.

## Geschichte

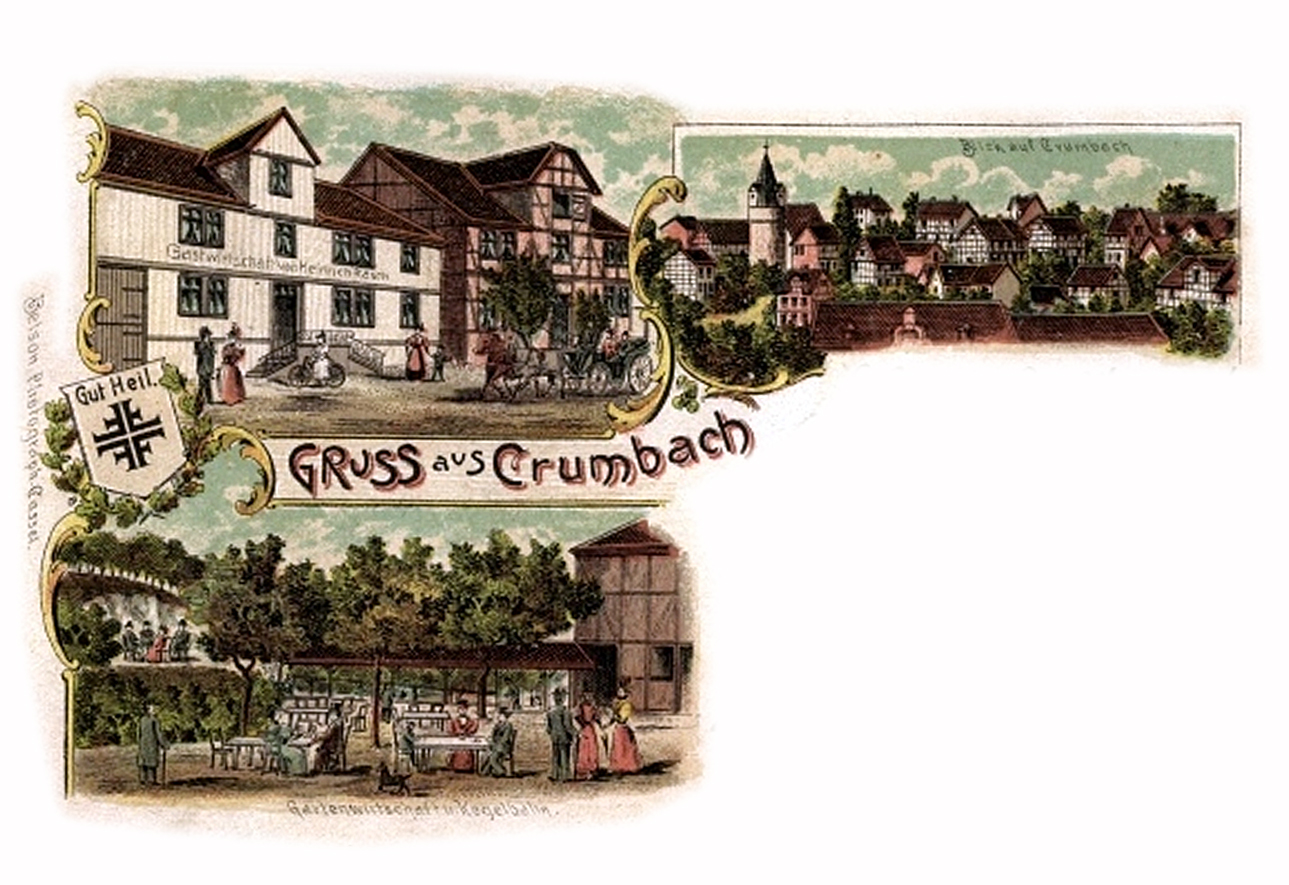
Postkarte um 1900 aus Crumbach

Das Stift St. Alban vor Mainz besaß 1008 Rechte in Crumbach, im 14. und 15. Jahrhundert dann der Mainzer Erzbischof, das Stift Kaufungen, die Klöster Weißenstein und Ahnaberg, das St. Martinsstift und das Karmeliterkloster. Der Ort wird im Jahre 1102 erstmals urkundlich erwähnt. Ältere Namensformen sind Crumbelbach und Crombach. Seit 1277 gehörte Crumbach zum Amt Neustadt, einem Verwaltungsbezirk der Residenzstadt Cassel.
Durch den Ort führte die Kaufmannsroute von Regensburg und Nürnberg nach Leipzig, auf deren Wegen noch im 19. Jahrhundert Schuhmacher und Leineweber ihre Waren von Spangenberg nach Kassel brachten, dieser Weg wird als Schusterpfad bezeichnet. Eine weitere über das Loh an der Ochshäuser Kirche vorbei in die Lausitz. Bezeichnet wurden die Wege als Via Lusatica, Königsweg und Breiter Weg. 1928 wurde die Kunstmühle/Dampfmühle in der Crumbacher Mühle in Betrieb genommen.
Im 19. Jahrhundert wurde der Ort als Ausflugsziel wegen seiner Aussicht geschätzt.
Die Gemeinden Ochshausen und Crumbach bildeten 1941 die neue Gemeinde Lohfelden, der sich Vollmarshausen im Zuge der Gebietsreform in Hessen 1970 anschloss. Seitdem werden Ochshausen und Crumbach wieder als eigene Ortsteile geführt. Ortsbezirke nach der Hessischen Gemeindeordnung wurden aber nicht errichtet.
In den 1970er Jahren sollte die A49 an die Hauptstraße angebunden werden und durch Crumbach führen, einige Häuser in der Bachstraße wurden hierfür schon abgerissen. Nachdem stattdessen der Lohfeldener Rüssel entstand, wird die freigewordene Fläche in der Bachstraße als Parkplatz genutzt.

## Bevölkerung

### Einwohnerstruktur 2011
Nach den Erhebungen des Zensus 2011 lebten am Stichtag dem 9. Mai 2011 in Crumbach 3477 Einwohner. Darunter waren 264 (7,6 %) Ausländer.
Nach dem Lebensalter waren 582 Einwohner unter 18 Jahren, 1464 zwischen 18 und 49, 693 zwischen 50 und 64 und 741 Einwohner waren älter.
Die Einwohner lebten in 1665 Haushalten. Davon waren 570 Singlehaushalte, 522 Paare ohne Kinder und 396 Paare mit Kindern, sowie 138 Alleinerziehende und 36 Wohngemeinschaften. In 390 Haushalten lebten ausschließlich Senioren und in 1128 Haushaltungen lebten keine Senioren.

### Einwohnerentwicklung
| Quelle: Historisches Ortslexikon | |
| • 1585:                          | 35 Haushaltungen |
| • 1745:                          | 52 Häuser mit 315 Bewohnern. 1 Schmied, 3 Zimmerleute, 1 Maurer, 2 Schneider, 5 Leinweber, 1 Wirt, 13 Tagelöhner, 21 Ackerleute |
| • 1747:                          | 51 Haushaltungen |
| • 1885:                          | 884 evangelische (= 99,33 %), 6 katholisch (= 0,67 %) Einwohner                                                                 |

| Crumbach: Einwohnerzahlen von 1834 bis 2011 | Crumbach: Einwohnerzahlen von 1834 bis 2011 | Crumbach: Einwohnerzahlen von 1834 bis 2011 | Crumbach: Einwohnerzahlen von 1834 bis 2011 | Crumbach: Einwohnerzahlen von 1834 bis 2011 |
| --- | ------------------------------------------- | ------------------------------------------- | ------------------------------------------- | ------------------------------------------- |
| Jahr |                                             |                                             |                                             | Einwohner                                   |
| 1834 | 1834                                        |                                             | 638                                         | 638                                         |
| 1840 | 1840                                        |                                             | 722                                         | 722                                         |
| 1846 | 1846                                        |                                             | 795                                         | 795                                         |
| 1852 | 1852                                        |                                             | 848                                         | 848                                         |
| 1858 | 1858                                        |                                             | 751                                         | 751                                         |
| 1864 | 1864                                        |                                             | 786                                         | 786                                         |
| 1871 | 1871                                        |                                             | 800                                         | 800                                         |
| 1875 | 1875                                        |                                             | 828                                         | 828                                         |
| 1885 | 1885                                        |                                             | 890                                         | 890                                         |
| 1895 | 1895                                        |                                             | 933                                         | 933                                         |
| 1905 | 1905                                        |                                             | 1.053                                       | 1.053                                       |
| 1910 | 1910                                        |                                             | 1.076                                       | 1.076                                       |
| 1925 | 1925                                        |                                             | 1.219                                       | 1.219                                       |
| 1939 | 1939                                        |                                             | 1.678                                       | 1.678                                       |
| 1950 | 1950                                        |                                             | ?                                           | ?                                           |
| 1956 | 1956                                        |                                             | ?                                           | ?                                           |
| 1961 | 1961                                        |                                             | ?                                           | ?                                           |
| 1980 | 1980                                        |                                             | ?                                           | ?                                           |
| 1990 | 1990                                        |                                             | ?                                           | ?                                           |
| 2000 | 2000                                        |                                             | ?                                           | ?                                           |
| 2011 | 2011                                        |                                             | 3.477                                       | 3.477                                       |
| Datenquelle: Historisches Gemeindeverzeichnis für Hessen: Die Bevölkerung der Gemeinden 1834 bis 1967. Wiesbaden: Hessisches Statistisches Landesamt, 1968. Weitere Quellen: LAGIS; Zensus 2011 |                                             |                                             |                                             |                                             |

## Ortsbild
Das Ortsbild ist durch Fachwerkhäuser geprägt, von denen das Haus Bachstraße 19 aus dem 17. Jahrhundert das älteste ist, es wird 1680 erstmals erwähnt.
Urkundlich erwähnt wurde der Löwenhof bereits 1356, bis auf einen Gewölbekeller stammen die Gebäude aus dem 19. und beginnenden 20. Jahrhundert. Der eine Teil des Hofs dient als Reiterhof, der andere als Veranstaltungshalle.
Die  Evangelische Kirche Crumbach wurde 1368 erwähnt, darin integriert wurde ein Wehrturm, der seitdem der Kirchturm ist. 1790 wurden am Hang unter der Kirche zwei Maulbeerbäume gepflanzt, die bis heute existieren.
Zur Gründerzeit wurde das Geschäftsgebäude der Fleischerei Sturm als Ziegelbau errichtet (deren Ladengeschäft sich heute jedoch in der Hauptstraße befindet), ebenso die Villa Vorster der gleichnamigen Industriellenfamilie. An deren Stelle entstand in den 1960er Jahren der Vorsterpark.
Nördlich des historischen Ortskerns ist Crumbach durch den Bau der Siedlung (und der Hauptstraße als Ortsmitte von Lohfelden) mit Ochshausen zusammengewachsen. Im Ort gibt es die Regenbogenschule, eine Grundschule, und eine Gesamtschule. In der Bachstraße befindet sich die Skulptur „Mut“ des Künstlers Wolfgang Loewe, welche dem Götterboten Hermes gewidmet ist. 2002 wurde durch den Stadtplaner Hans-Helmut Nolte im Auftrag der Gemeinde ein Gestaltungshandbuch erstellt, welches dem Umgang mit der historischen Bausubstanz definiert.